# Waschbecken

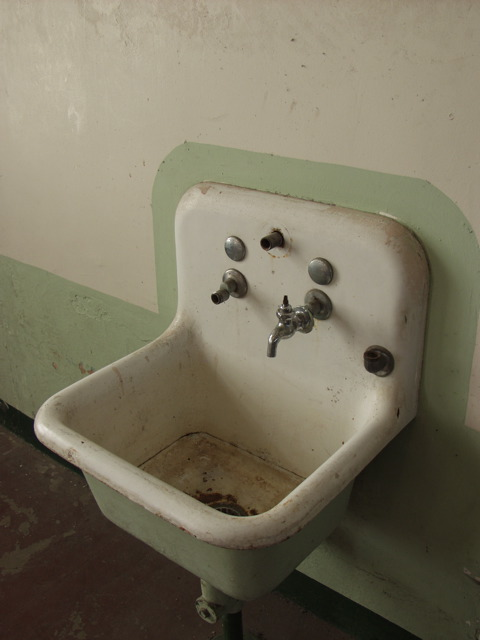
Waschbecken mit Wandeinbauventil

Ein Waschbecken (in der Schweiz: Lavabo) ist ein nach oben konkaves Behältnis mit (meist verschließbarem) Ablauf zur Kanalisation sowie einer Armatur zur dosierten Abgabe warmen oder kalten Wassers. Wie der Name bereits andeutet, dient ein Waschbecken häufig zur Reinigung, z. B. von Körperteilen (Körperpflege) oder Gegenständen.

## Geschichte
Für die Waschung der Hände vor und nach der Mahlzeit gab es schon in der Frühzeit Kannen und Schüsseln. Bevor es Hausanschlüsse gab, benutzte man allgemein eine Waschschüssel.

## Allgemeines

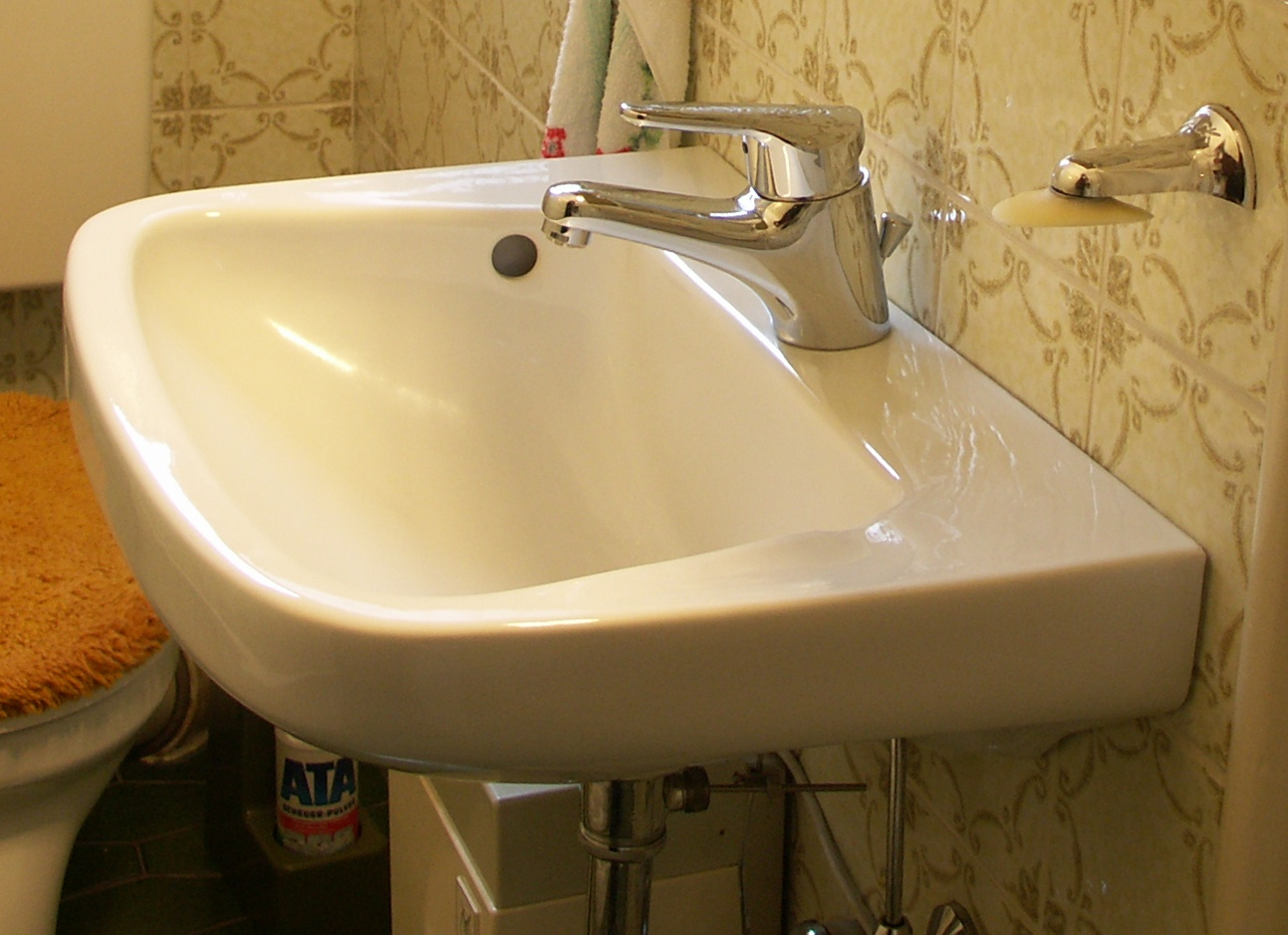
Waschbecken mit Einhebelmischarmatur

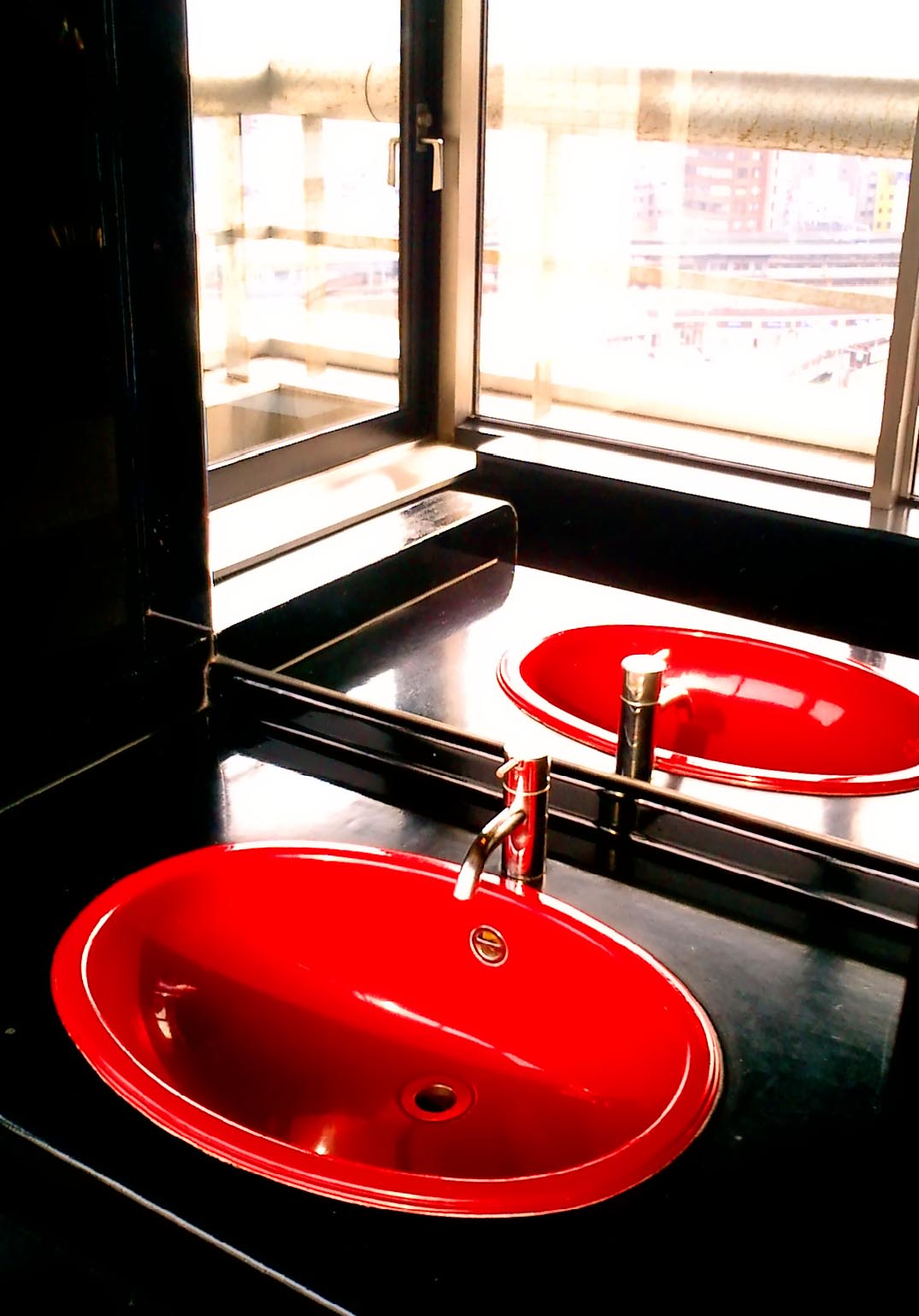
Modernes Waschbecken mit Einhebelmischarmatur, das in einer Waschtischplatte eingelassen ist

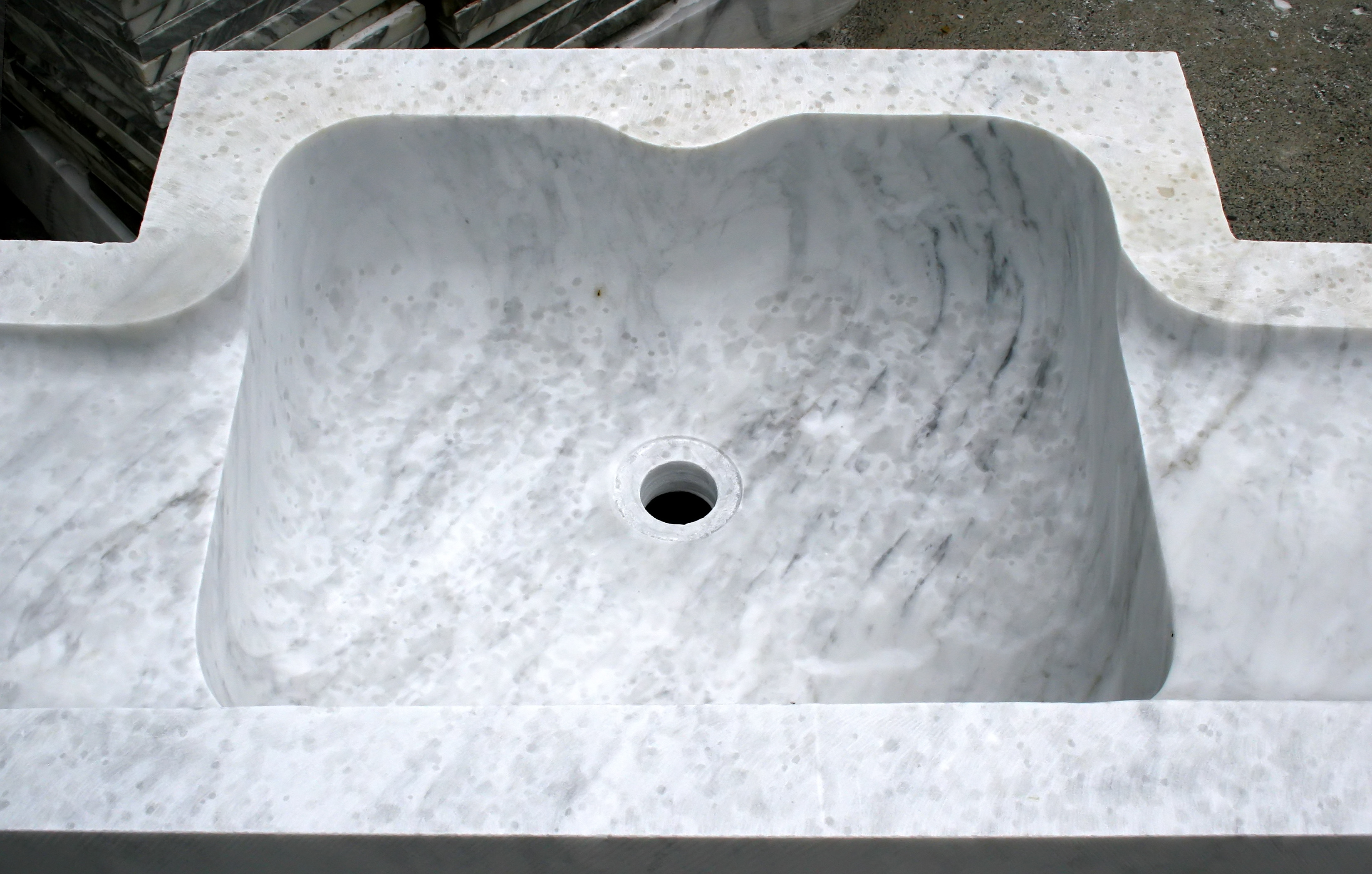
Waschbecken aus Carrara-Marmor vor dem Einbau

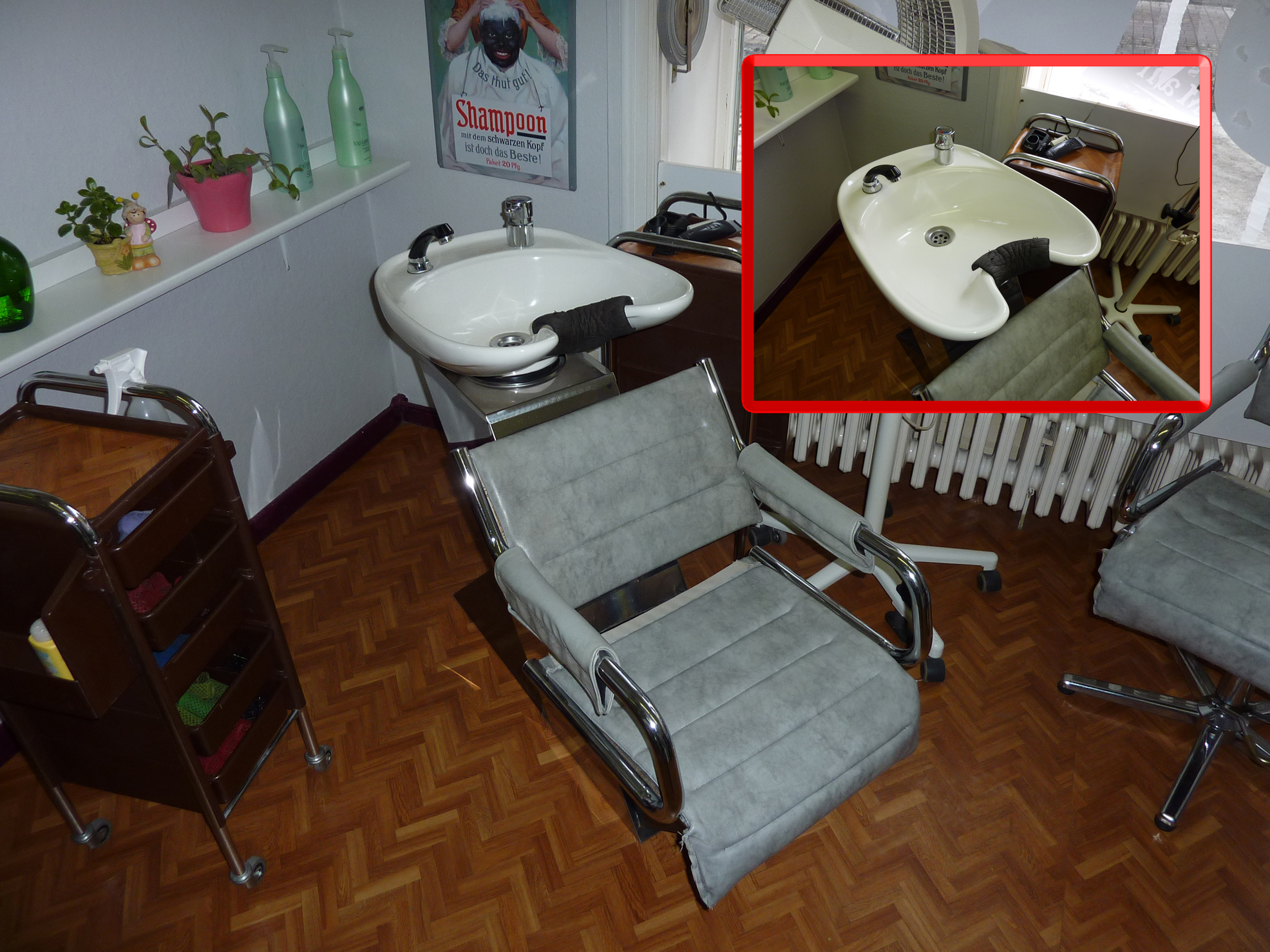
Haarwaschbecken in einem Frisiersalon

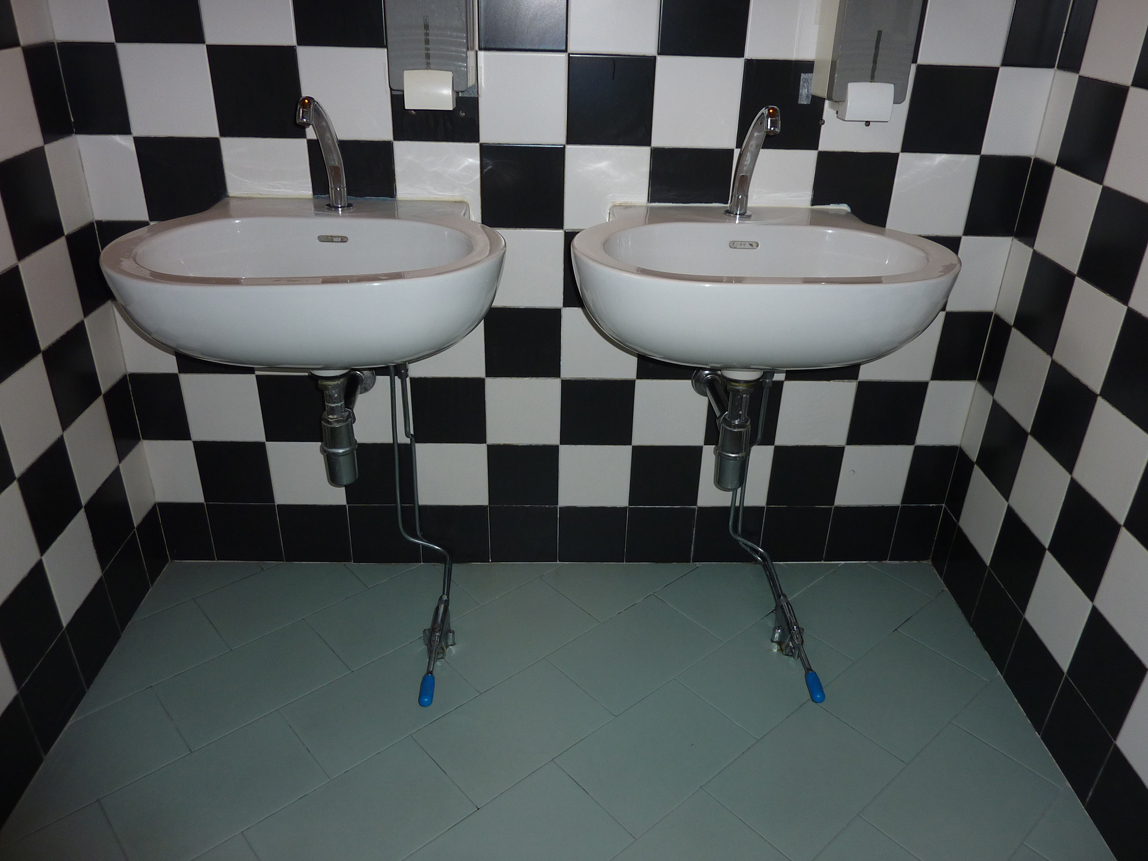
Diese Wasserhähne werden per Pedal bedient

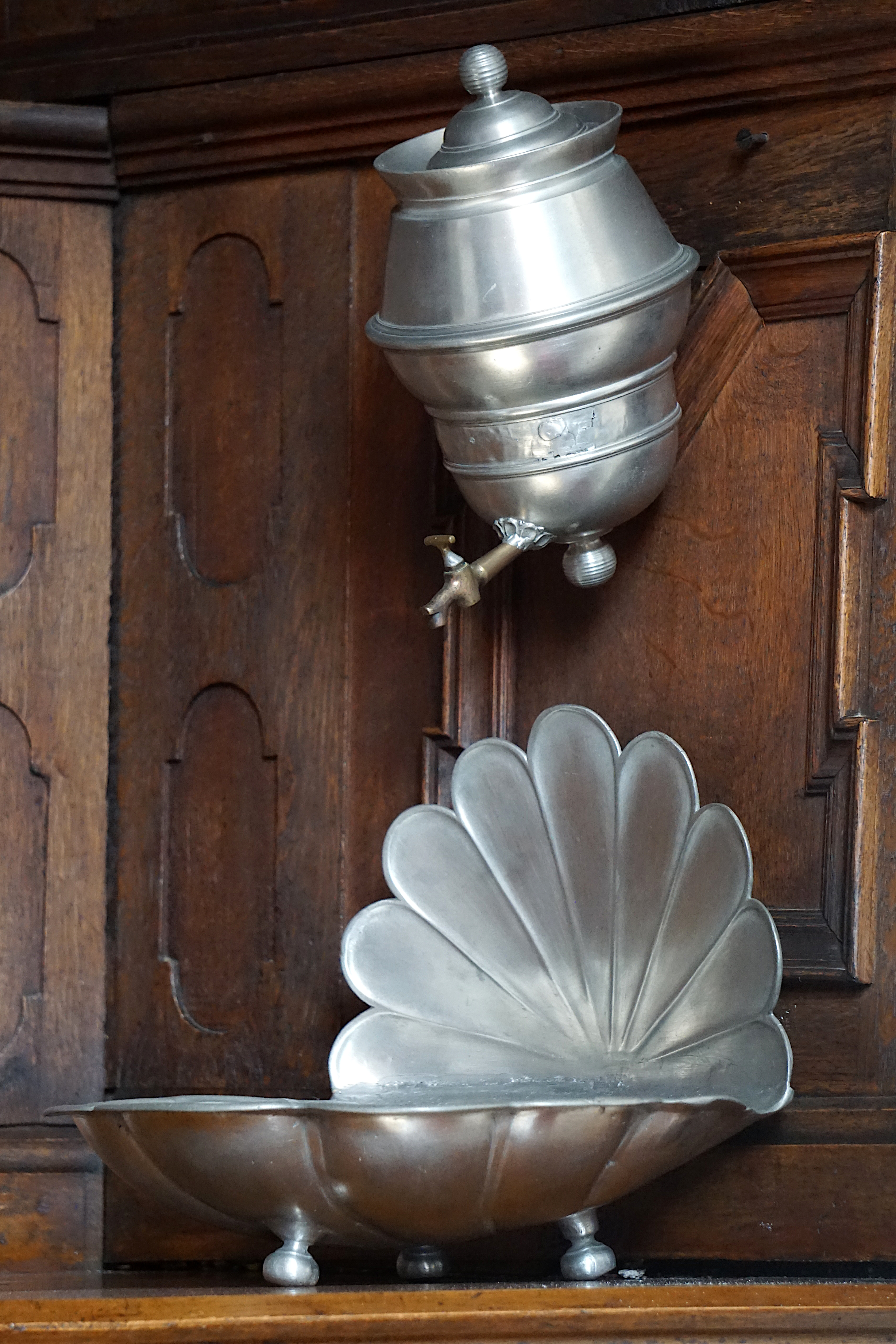
Waschutensilien aus Zinn in einer Sakristei

Handwaschbecken haben keinen breiten hinteren Rand. Sie haben meist auch keine eingeformte Seifenschale, oder sie ist seitlich in einer Ecke. Auch der Platz für das Einlaufventil ist in einer Ecke, oder es ist kein Platz dafür vorgesehen, so dass ein Wandeinbauventil verwendet werden muss. Handwaschbecken werden bevorzugt dort eingesetzt, wo es im Wesentlichen nur um das Händewaschen geht und nur wenig Platz zur Verfügung steht, also insbesondere in Toiletten und Gästetoiletten. Kleine Handwaschbecken mit Wandeinbauventilen, die vorrangig für das Fortgießen von Abwasser, das Abspülen der Hände und das Nachspülen von geringen Abwassermengen gedacht sind, werden im norddeutschen Raum als „Handstein“ bezeichnet.
Normalgroße Waschbecken haben einen breiten hinteren Rand, teilweise mit eingeformten Seifenablagen, und mit vorgearbeiteten durchbrechbaren Löchern (2 bis 5) für die Einlaufarmaturen. Man findet sie unter anderem in Badezimmern oder Toiletten. In Badezimmern, Hotelbädern und Krankenhausbädern werden häufig auch Doppelwaschbecken eingesetzt.
In gewerblichen Waschräumen, Kindergärten, Schulen und sonstigen Einrichtungen werden meist Reihenwaschbecken eingesetzt, die durch ihre Form bedingt direkt aneinanderstoßend eingebaut werden. Sie sind oft aus haltbareren bruchsichereren Materialien wie Keramik, Betonwerkstein oder rostfreiem Stahl gefertigt.
Speziell für Krankenhäuser, Zahnarztpraxen, aber auch für den gehobenen Hotelbau gibt es Waschbecken mit Mundspülbecken. Dort werden auch Waschbecken mit angeformter Wandplatte verwendet, die sich in die krankenhausüblichen Standardfliesenmaße integrieren lassen.
Waschbecken in öffentlichen Einrichtungen, insbesondere öffentliche WC-Anlagen oder WC-Anlagen in Fußballstadien, sollten sinnvollerweise aus Stahl statt aus zerbrechlichem Porzellan sein. Solche Waschbecken werden im Handel unter der Bezeichnung vandalensicher geführt.
Seit Beginn des 21. Jahrhunderts bieten einige Hersteller Waschbecken an, die mit speziellen keramischen Oberflächen ausgestattet sind, die aufgrund des Lotuseffekts sehr leicht (wenn überhaupt notwendig) zu reinigen sind.
Neuerdings kommen im gehobenen Innenausbau vermehrt massive steinerne Waschbecken zum Einsatz, die entweder aus Marmor oder aus Hartgestein bestehen. Eine gewisse Pflege und der Einsatz für das jeweilige Gestein geeigneter Reinigungsmittel sind erforderlich.
Die Ablaufgarnitur und die Anschlüsse für die Auslaufarmatur können sichtbar sein oder hinter einer Halbschale oder Standsäule aus demselben Material wie das Waschbecken verdeckt sein. Im Behindertenbereich sollte ein Wandeinbau-Siphon verwendet werden, um das Unterfahren mit einem Rollstuhl zu ermöglichen.
In Deutschland sind sogenannte Mischbatterien üblich. Zunehmend werden Einarmmischbatterien eingesetzt. In Großbritannien ist es üblich, die Wasserhähne für kaltes und warmes Wasser separat anzubringen.

## Montage und Maße
Die Befestigung von Waschbecken erfolgt entweder an vorgefertigten Waschbeckeneinbauständern, an denen alle Befestigungspunkte bereits vorgegeben sind, oder mit speziellen Stockschrauben („WT-Befestigungsset“) an der Wand. Bei der Montage vor Trockenbauwänden (Gipskartonplatten) sollte eine mindestens 20 mm starke Sperrholzplatte oder ein Kantholz zwischen den Ständern befestigt werden, an welchen die Stockschrauben einen sicheren Halt finden.
Üblich sind Waschbecken mit einer Größe von ca. 49 cm × 40 cm bis 68 cm × 49 cm und reine Handwaschbecken mit ca. 35 cm × 20 cm bis 55 cm × 35 cm.
Die Einbauhöhe beträgt ca. 83–86 cm für die Oberkante. In Privatbauten kann sie selbstverständlich nach Körpergröße der Bauherrn variieren.
Die Höhe der Eckventile sollte 57–60 cm, der Abstand zwischen ihnen 15–20 cm betragen. Das Abflussrohr befindet sich üblicherweise in 52–58 cm Höhe in der Mitte zwischen den beiden Eckventilen.

Eckventile werden heute meist mit im Gewinde fest eingelassenen Dichtringen ausgeliefert. Die Gewinde dürfen dann nicht zusätzlich mit Hanf oder Dichtband versehen werden. Die Ventile sind einzudrehen, bis die Dichtringe in der Wandmuffe nicht mehr zu sehen sind, worauf dann noch wenigstens zwei volle Umdrehungen folgen müssen, um das Ventil sicher zu befestigen.

## Waschbeckenverschluss

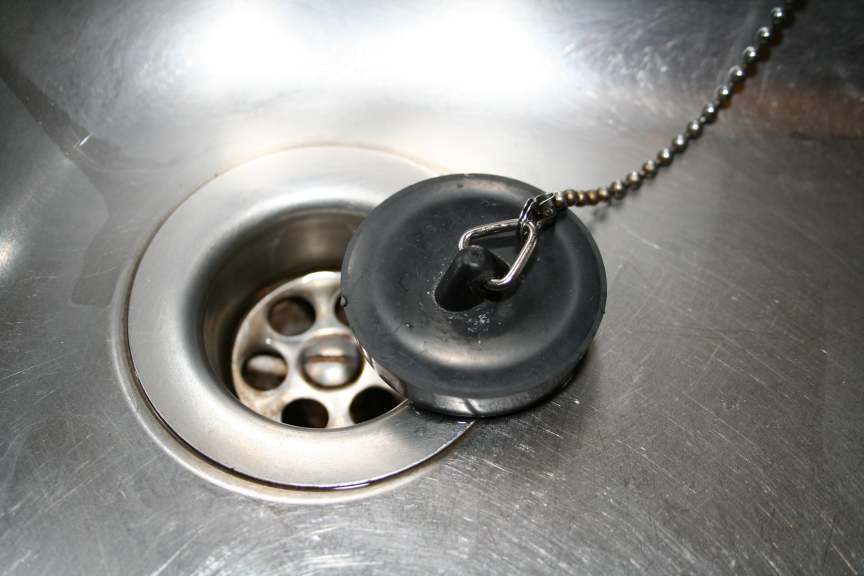
Herkömmlicher Gummistöpsel auf einem Lochsieb
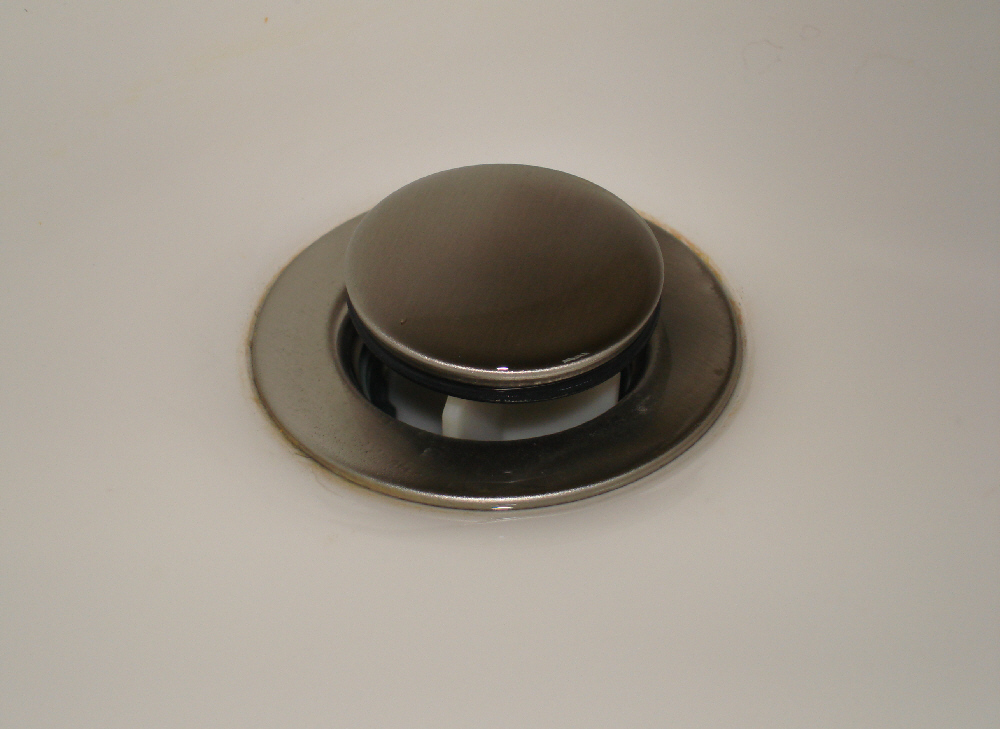
Exzenterstopfen eines Waschbeckens, der mit einer Hebelmechanik bedient wird